# Église Saint-Jean-Baptiste-au-Béguinage
Pour les articles homonymes, voir Église Saint-Jean-Baptiste.
L'église Saint-Jean-Baptiste-au-Béguinage (en néerlandais : Sint-Jan-de-Doper-op-het-Begijnhof), sise place du Béguinage, au cœur de la partie ancienne de la ville de Bruxelles, est un édifice religieux catholique de style baroque italo-flamand. Sa construction date de la fin du XIIIe siècle. Construite à cette époque en style gothique, elle sera partiellement détruite par les troupes protestantes et reconstruite par la suite : d'abord en style gothique, puis rénovée en style baroque. Elle est attribuée à l'architecte Lucas Faydherbe. L'église est une église paroissiale catholique. Elle est restaurée après l'incendie qui ravage sa charpente en 2000.
Étroitement liée à l’histoire récente des sans-papiers en Belgique et à leur combat pour une régularisation, l'église est devenue, sous le nom de House of Compassion, un centre interreligieux d'accueil, d'écoute et de convivialité destiné à la lutte pour la justice sociale et la solidarité tout en restant lieu de culte catholique.

## Histoire

### Béguinage
Vivant d'abord dispersées dans le bourg, des béguines reçoivent de l'évêque de Cambrai (dont dépend le doyenné de Bruxelles) la permission (en 1252) de construire un vaste enclos fait de maisons individuelles qui leur permettent de vivre communautairement autour d'une petite chapelle dénommée « Notre Dame-à-la-Vigne » : c'est ce qui deviendra le grand béguinage de Bruxelles. Celui-ci devient très important, possédant au meilleur moment de son histoire, sa blanchisserie, son moulin sur la Senne et son hôpital.
En 1579, l'église gothique du béguinage est mise au pillage par les Calvinistes. Une nouvelle église, de style baroque, remplace l'ancienne. La première pierre est posée en 1657. L'architecte n'est pas connu, bien que Lucas Faydherbe soit parfois cité. On ne sait pas dans quelle mesure l'ancienne église gothique est démolie, mais on sait qu'elle est atteinte deux fois par des destructions, dont la dernière remonte à 1584. Il faudra attendre 1657 pour qu'elle soit reconstruite entièrement.
Au XVIIIe siècle, le coût de s'installer au béguinage est relativement élevé, ce qui entraîne son déclin. Au début du XIXe siècle, les maisonnettes, peu entretenues, sont mises à la disposition de personnes âgées indigentes. En 1824, une grande partie des constructions béguinales sont jugées vétustes : elles sont démolies pour faire place à la construction d'un grand hospice, devenu l'hospice Pachéco. Les dernières maisons du béguinage disparaissent en 1856. Quelques retables majeurs de l'infirmerie se trouvent au musée du CPAS de Bruxelles.

### House of Compassion
En novembre 2000, l'église est victime d'un incendie qui ravage la toiture. En 2006, on entreprend la reconstruction de la charpente en employant du chêne de la Loire. Cette structure reçoit ensuite 3 000 m2 d'ardoises provenant d'Espagne.
En 2015, l'association de fait BegijnhofVrienden, dirigée par l'abbé Daniel Alliët, prend l'initiative d'aider le groupe le plus vulnérable de migrants et de réfugiés en Belgique, à savoir les mères célibataires avec enfants qui sont littéralement à la rue. Le prêtre commence en mars 2020 avec un nouveau projet House of Compassion,. Tout en respectant le patrimoine religieux et le caractère chrétien de l'église, l'espace intérieur de l'édifice est réaménagé pour y créer des aires de rencontres (accueil, écoute, débats, conférences), d'expositions (un art engagé et participatif, ancré dans le quartier) et surtout de convivialité. La grande table occupant toute la nef centrale est le lieu de célébrations autour d'un repas, dans la tradition chrétienne de convivialité et de dialogue avec les autres convictions religieuses et philosophiques. Des zones de silence, recueillement et prière sont également aménagées.

## Architecture
Du béguinage originel, seul subsiste son église Saint-Jean-Baptiste, construite à partir de 1657 par l'architecte brabançon Lucas Faydherbe (attribution incertaine). De style baroque tardif, elle est construite sur les fondations de l'église gothique détruite lors des troubles religieux : cela explique son plan en forme de croix latine qui n'est pas habituel pour une église baroque. Sa façade présente tout ce que les tendances architecturales de la fin du XVIIe siècle permettent — pilastres, colonnes, chapiteaux, torchères, entablements, œils-de-bœuf.

## Patrimoine
- Le maître-autel est de style Louis XVI. Le médaillon central représente la Sainte Famille.
- Adossés aux murs des bas-côtés : les six confessionnaux, du XVIIIe siècle, ornés de figures allégoriques féminines tenant différents objets liés au sacrement de réconciliation.
- La chaire de vérité, du XVIIIe siècle également, est consacrée à saint Dominique, le fondateur des Dominicains. Elle provient d'une église de Malines. Un vaste rocher (en bois) soutient la cuve et l'escalier de la chaire. Dominique y est représenté comme vainqueur de l'hérésie cathare.
- Une série de tableaux peints par Théodore van Loon. Celui-ci est désigné à l'époque pour reconstituer le patrimoine pictural à la suite des destructions iconoclastes (l'église fut détruite par les calvinistes deux fois lors des guerres de religion du XVIe siècle)[4]. Six tableaux de Théodore van Loon restent actuellement visibles dans l'église (septembre 2020) : Le Couronnement de sainte Ursule par l'Enfant Jésus (commandé et payé par une seule béguine : Catharina De Visscher), l'Adoration des mages, la Piéta avec Saint-Jean et Marie Madeleine, la Délivrance de Saint-Pierre, l'Annonciation, la Sainte Trinité avec la Vierge et Saint-Jean-Baptiste accompagnés par des anges musiciens. Un est placé aux musées royaux des Beaux-Arts (l'Assomption). Un tableau est volé en 1973 (Salomé portant la tête de saint Jean-Baptiste). En 2018, quatre des tableaux de Van Loon sont restaurés à l'occasion de l'exposition « Théodore Van Loon, un caravagesque entre Rome et Bruxelles »[5],[6]. Un remarquable tableau du XVIe siècle de Sainte-Bègue se trouvait dans le transept sud mais il a été volé en 2014. Un voile noir recouvre l'emplacement. Un Christ en croix monumental, œuvre de Gaspard de Crayer (Anvers 1584 - Gand 1669), se trouve à l'extrémité du transept sud entouré par deux évangélistes peints par Charles Eyckens (XVIIe).
- Dans le transept sud, une émouvante mise au tombeau en pierre couverte par un enfeu en bois et provenant d'un atelier anversois.
- Le chemin de croix en plâtre, placé en 1862, est l'œuvre de "monsieur Geefs d'Anvers"[4].
- Dans la chapelle nord, l'Arbre de la Règle d'or est une œuvre récente de l'artiste kurde Kiro Sino (2017). La règle d'or : "Ne fait pas à autrui ce que tu ne voudrais pas que l'on te fasse" est, depuis le XIIIe siècle, présente dans la plupart des religions du monde.
- Il se tient régulièrement des expositions, les paroissiens ont un engagement marqué en faveur des pauvres et des migrants. L'église est en outre munie d'une thématique toute récente centrée sur la Compassion. En effet, le projet House of Compassion[7] (HOC) veut, à partir de la réalité des plus pauvres, favoriser la rencontre entre tous, habitants et personnes de passage, jeunes et moins jeunes, privilégiés et exclus, croyants de multiples convictions et non-croyants, offrant ainsi le visage d’une Église qui soit celui de l'accueil, l'ouverture et la solidarité. Dans un bâtiment parmi les plus beaux de Bruxelles, accueillir et célébrer avec les personnes « de la périphérie » constitue un acte religieux profondément chrétien, qui revêt aussi une dimension politique, dans la pure tradition des Béguines, ces femmes engagées et résistantes, précurseurs d'une pensée chrétienne audacieuse[8].

## Galerie

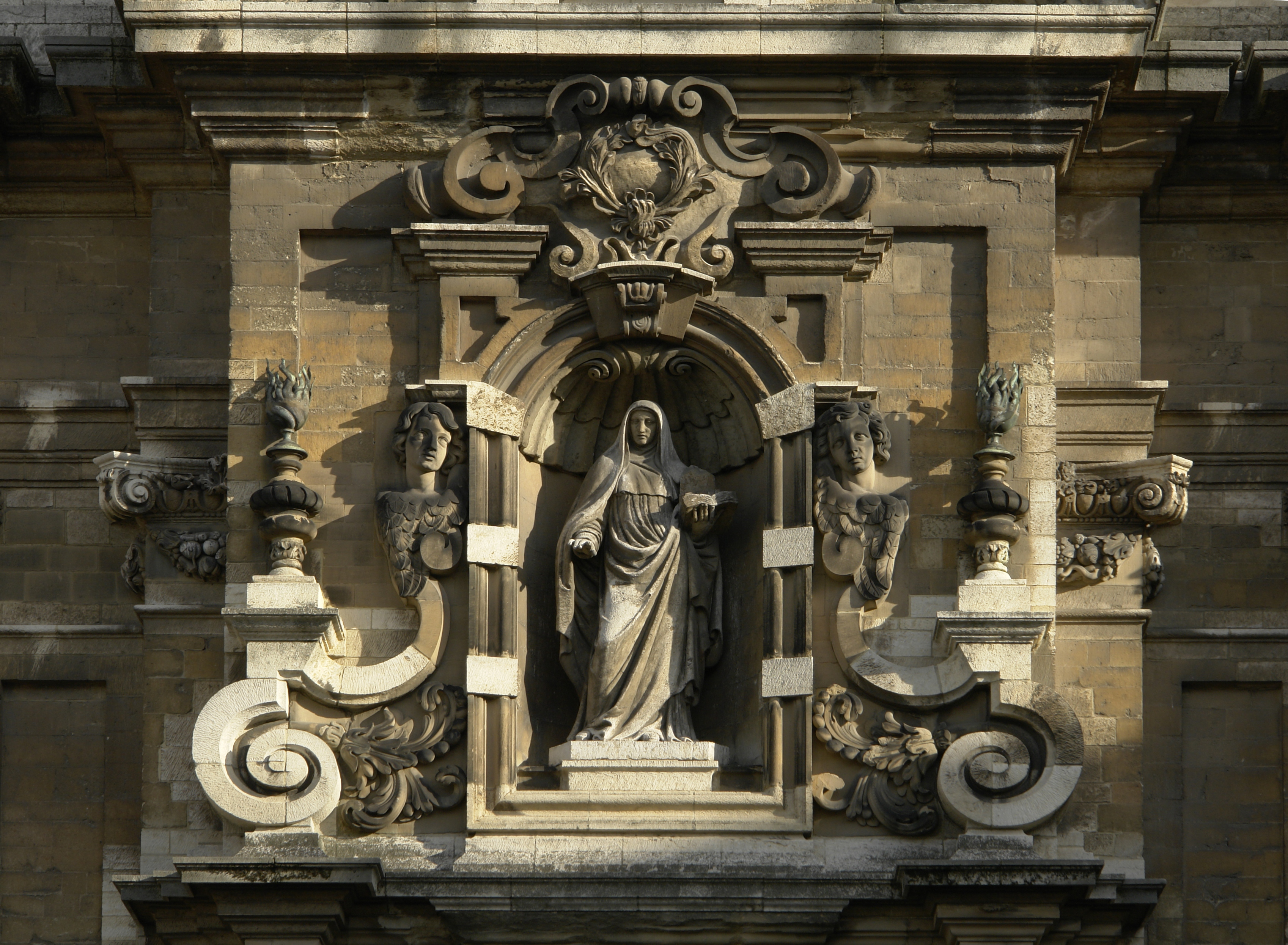
Détail de la façade
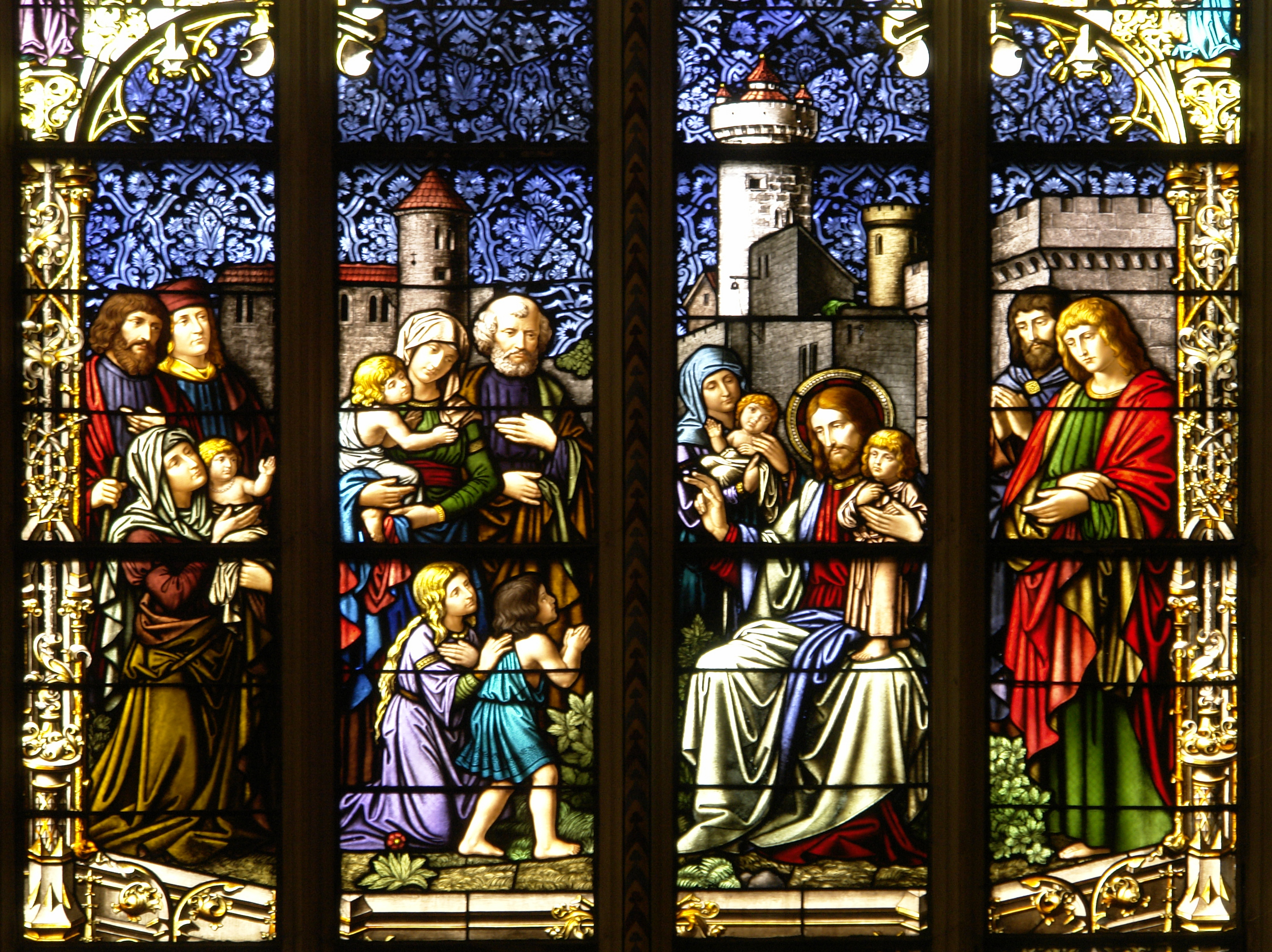
Détail d'un vitrail
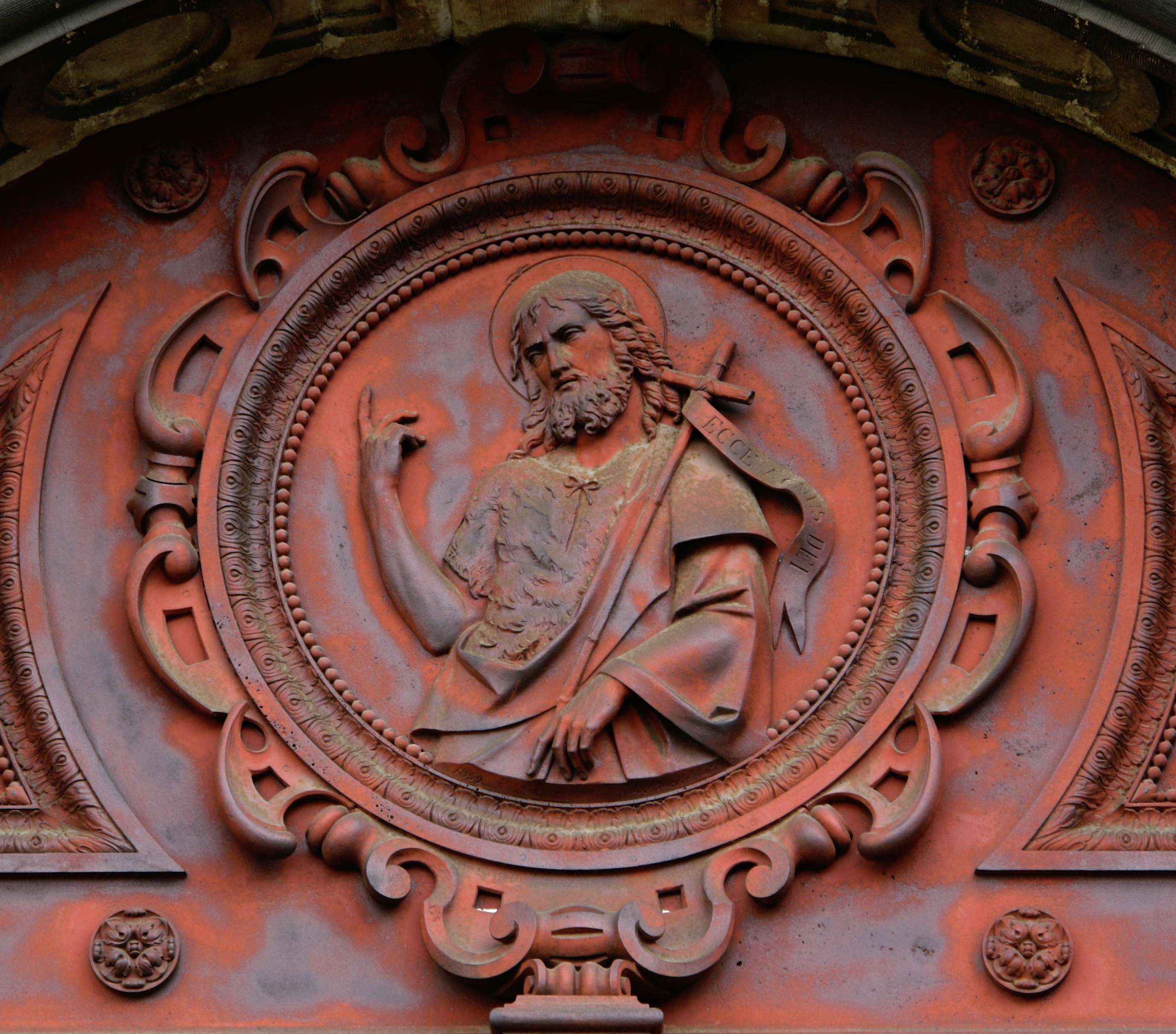
Détail de la porte principale
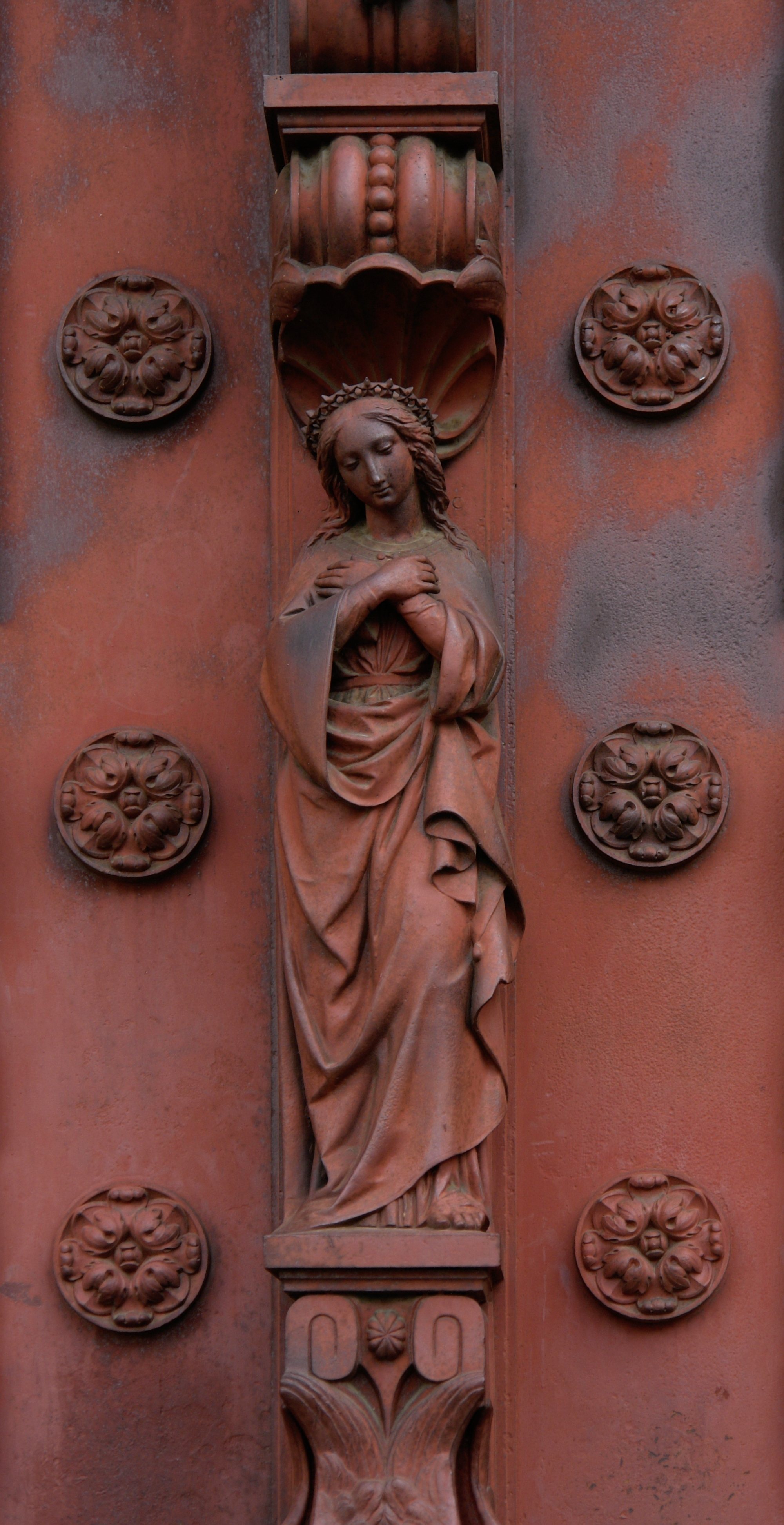
Détail de la porte principale
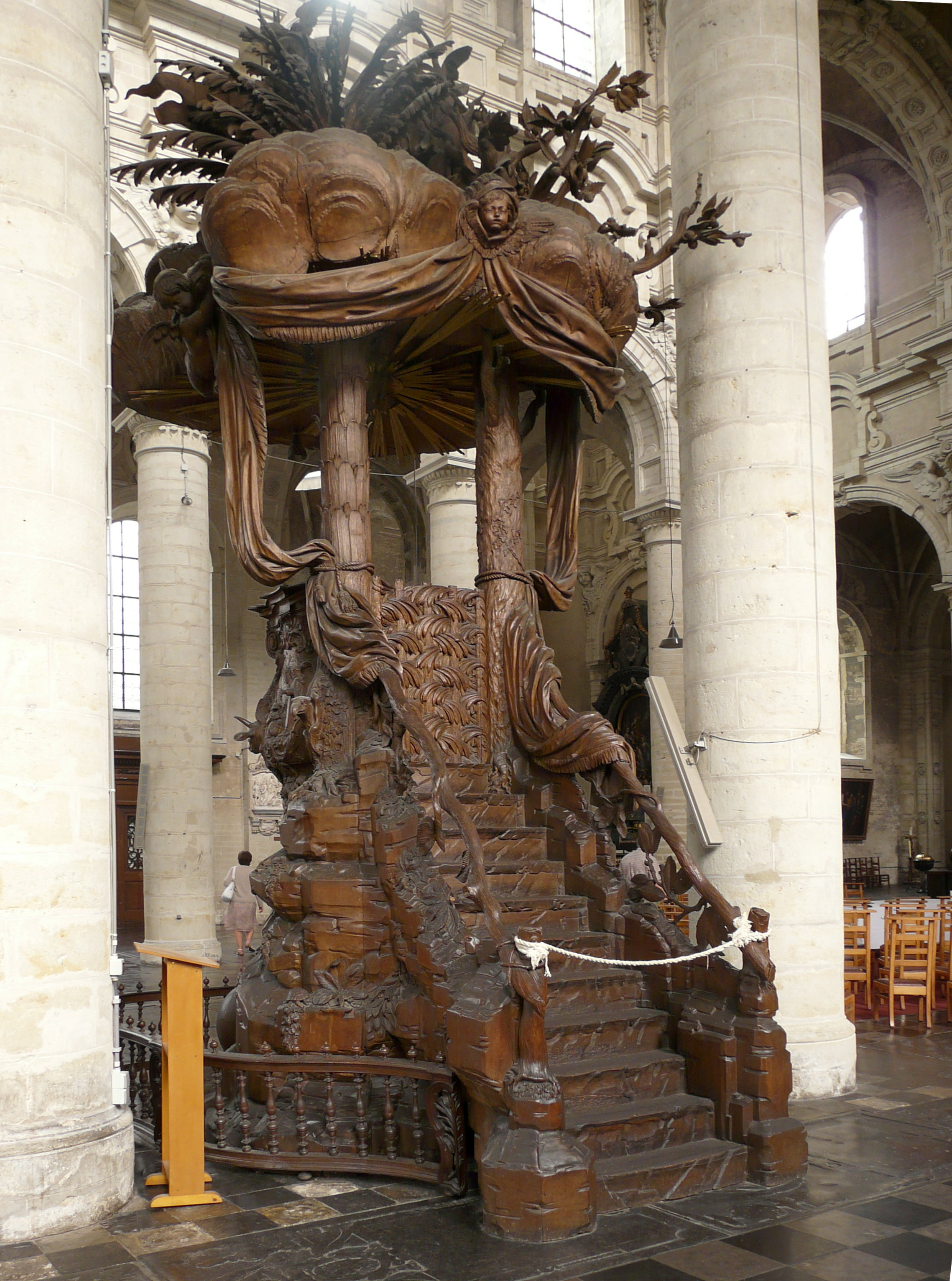
La chaire de vérité
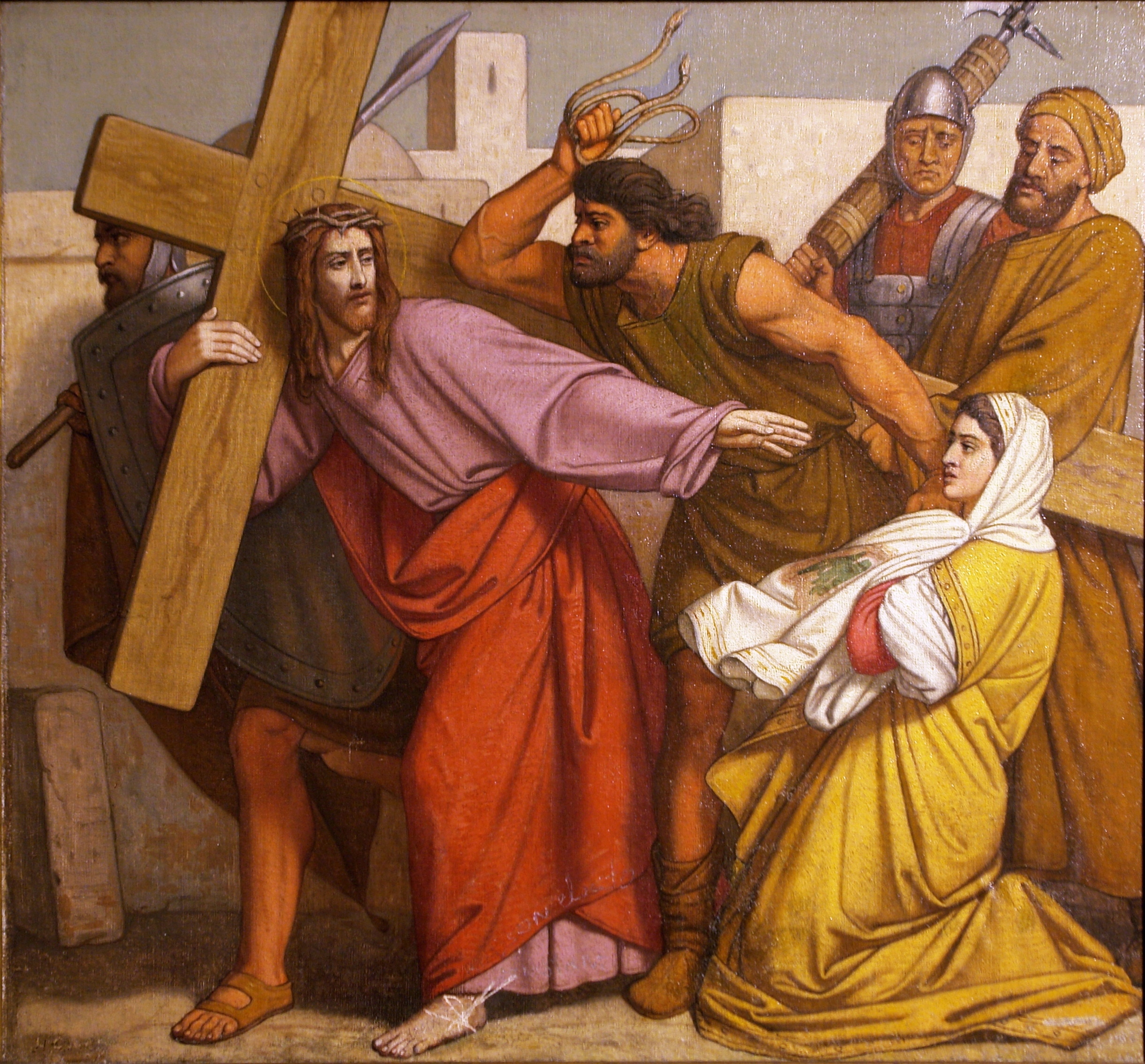
Chemin de croix, 5, Simon de Cyrène aide Jésus à porter sa croix. (aujourd'hui (2017) dans l'église Sainte Catherine)
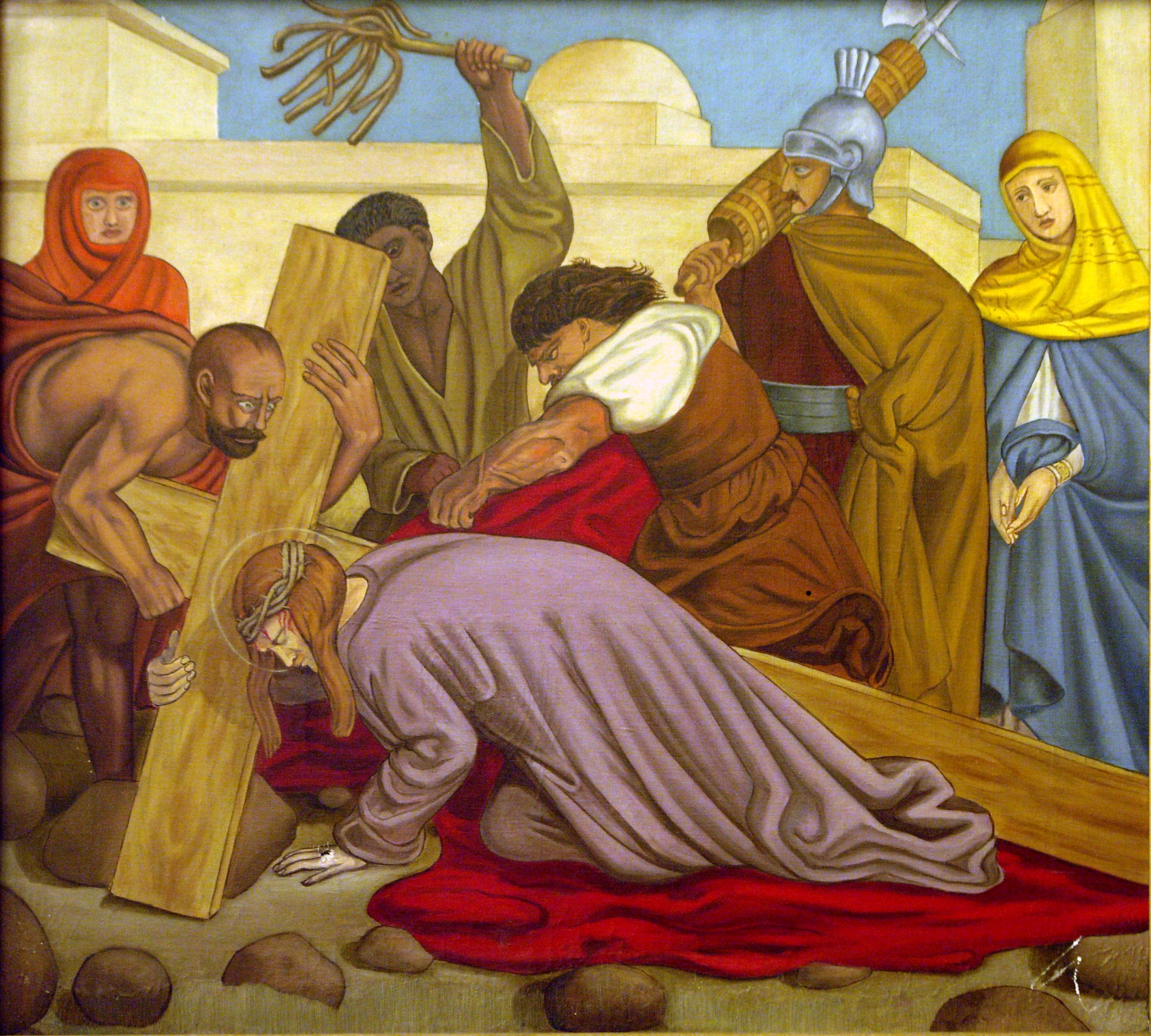
Chemin de croix, 9, Jésus tombe pour la troisième fois (aujourd'hui (2017) dans l'église Sainte Catherine).
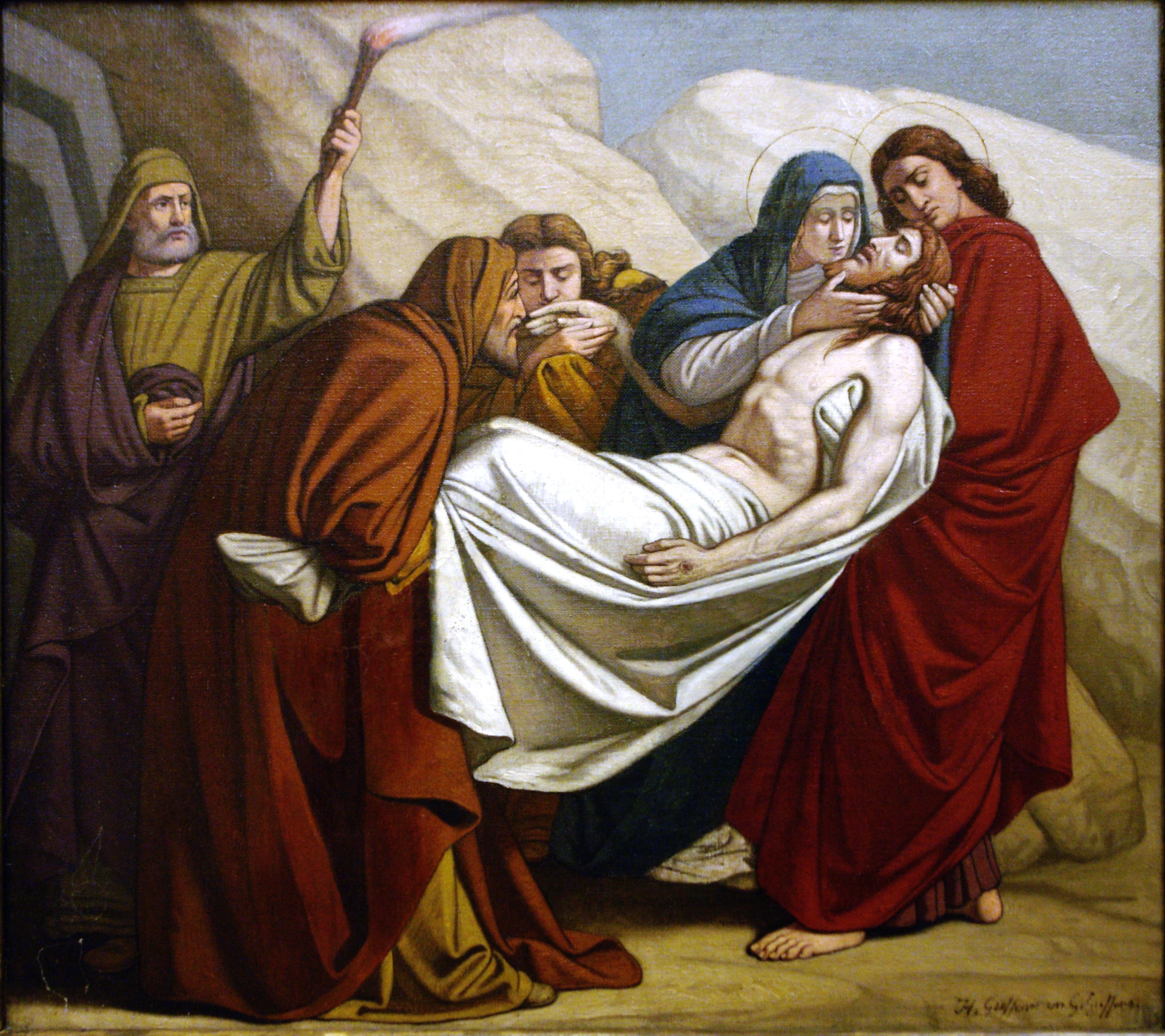
Chemin de croix, 14, Le corps de Jésus est mis au tombeau. (aujourd'hui (2017) dans l'église Sainte Catherine)